# Smeg
Pour les articles homonymes, voir SMEG.
 (septembre 2014).
Smeg est un fabricant italien d'appareils électroménagers basé à Guastalla en Émilie-Romagne.

## Histoire

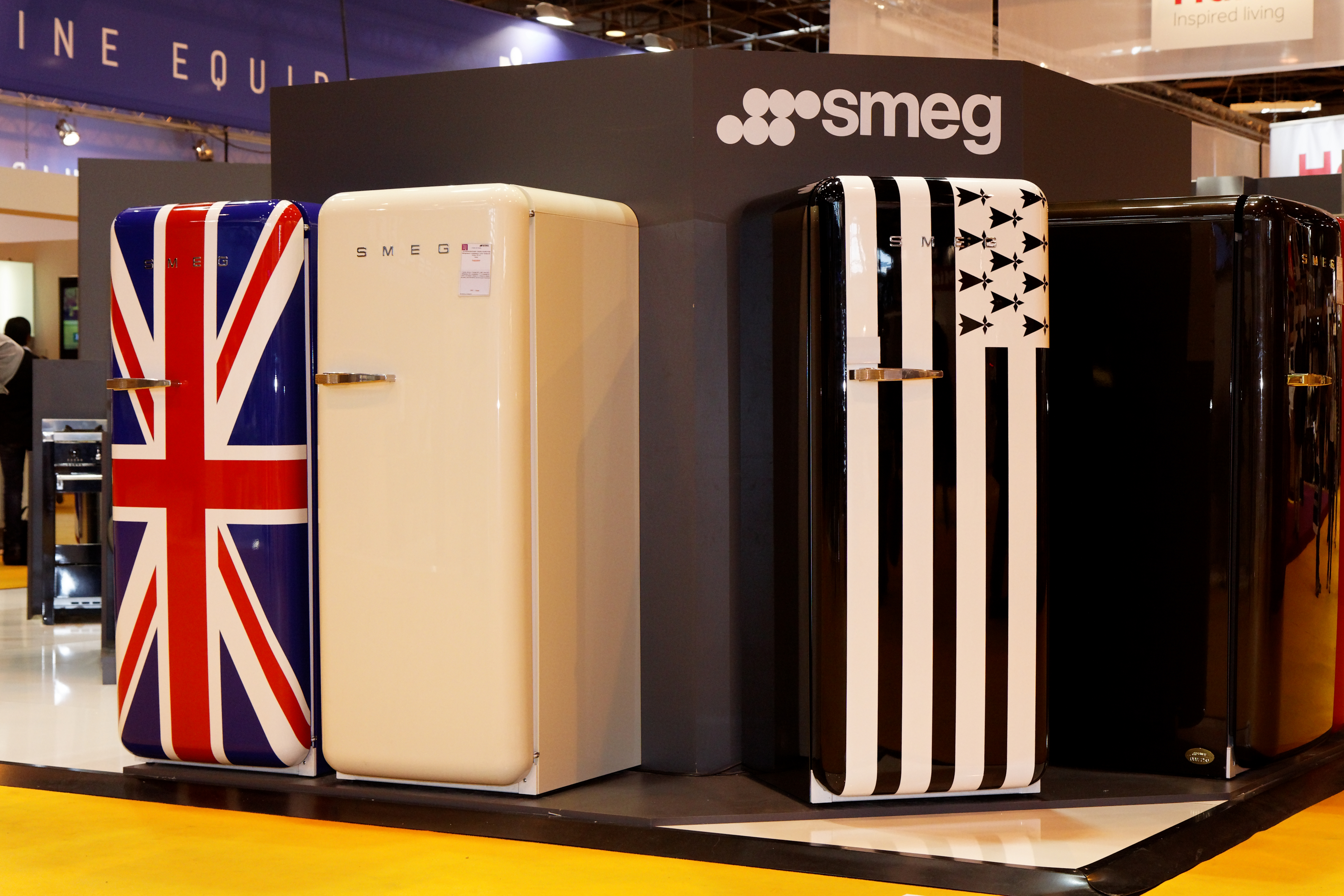
Réfrigérateurs de style rétro exposés à la Foire de Paris en 2011.

Fondée en 1948, par Vittorio Bertazzoni, comme entreprise d'émaillage et de métallurgie, la société Smeg conserve la mémoire de l'activité initialement exercée sous l'acronyme SMEG Smalterie Metallurgiche Emiliane Guastalla (Émailleries Métallurgiques Émiliennes de Guastalla). 
Au fil du temps, la marque s'est consolidée comme synonyme d'appareils à haut contenu esthétique et technologique.
C’est à partir des années 1950 que le travail du métal s'accompagne de la production des premiers appareils de cuisson. En 1956, est produite « Elisabeth », l'une des premières cuisinières à gaz avec allumage automatique, thermocouple dans le four et programmateur de cuisson. 
Dans les années 1960, la gamme de lavage naît avec la production des premiers lave-linges, puis s’élargit en avant-première mondiale dans les années 1970 avec le lave-vaisselle Niagara de 60 cm, connu pour sa capacité de charge sans précédent de 14 couverts.
En 1971, l'entreprise a commencé à produire des tables de cuisson et des fours encastrables, produits sur lesquels l'entreprise a bâti son histoire.
À partir de la même période, Smeg entame des collaborations historiques avec des architectes et des designers de renommée mondiale tels que Franco Maria Ricci, Guido Canali, Mario Bellini, Renzo Piano et Marc Newson.
C'est Franco Maria Ricci qui, en 1977, a conçu le logo Smeg, interprétant certains des éléments distinctifs des premiers produits Smeg dans une synthèse qui rappelle la forme de l'infini mathématique.
Dans les années 1990, elle complète son offre de production en incluant dans le catalogue des éviers, des hottes décoratives grâce à l'acquisition d'Apell et des réfrigérateurs colorés "FAB", de la gamme Années 50, destinés à devenir des icônes internationales. Des collaborations avec de nombreux artistes et des marques d'autres secteurs comme Veuve Clicquot, Mini, Coca Cola, Disney, Swarovski, Italia Independent et Fiat se sont ajoutées à la collection FAB.
Après avoir consolidé sa position dans le secteur de l'électroménager, Smeg a étendu sa production en ajoutant de nouvelles divisions : produits pour la restauration professionnelle, équipements pour le lavage, la désinfection et la réfrigération médicale.
En 2014, Smeg présente la collection de petits électroménagers, conçue par Matteo Bazzicalupo et Raffaella Mangiarotti du studio Deepdesign®. Des modèles iconiques aux formes douces et aux dimensions compactes, inspirés par les lignes des réfrigérateurs FAB.
Courant 2019, Smeg prend le contrôle de " La Pavoni ", un fabricant historique de machines à café, basé à San Giuliano Milanese.
En 2020, la société compte 19 filiales en France, au Royaume-Uni, en Belgique, en Espagne, en Allemagne, aux Pays-Bas, dans les pays scandinaves, au Portugal, aux États-Unis, en Russie, en Afrique du Sud, en Ukraine, en Australie, au Kazakhstan, en Pologne, au Mexique, à Hong Kong, à Singapour et en Chine, auxquelles s'ajoute un réseau de distributeurs sur les principaux marchés des 5 continents.
Entreprise familiale qui en est à sa troisième génération, Smeg a toujours été profondément liée au territoire. Après le fondateur Vittorio et son fils Roberto, Chevalier de l'Ordre du Mérite et initiateur de l'internationalisation de l'entreprise, Vittorio Bertazzoni, petit-fils du fondateur, occupe le poste d'administrateur délégué et de vice-président, dans la continuité de la tradition de l'entreprise familiale.

## Siège et usines de production
Le siège — conçu par l'architecte Guido Canali — fait partie d'un parc naturel de 380 000 m2 au total, dont les trois quarts sont destinés à la verdure peuplée d'espèces indigènes. Le projet a été récompensé en 2007 par le Domotic Award pour la gestion intelligente des consommations et pour l'exemple de développement durable et en 2008 par le Dedalo et le Minosse Award pour la commande d'architecture. En 2012, il a reçu la mention honorable de la « Médaille d'or de l'architecture italienne » à la Triennale de Milan. En 2012, le projet a enfin été présenté à la 13e exposition internationale d'architecture de la Biennale de Venise dans le pavillon italien. 
La production des appareils électroménagers Smeg est concentrée dans quatre usines situées sur le territoire italien, chacune d'entre elles étant spécialisée dans différentes catégories de produits :
- Guastalla (RE)
- Bonferraro (VR)
- Chieti (CH)
- San Giuliano Milanese (MI)

## Collaborations
En 2012, Smeg a collaboré avec la marque Italia Independant pour la création d'une édition limitée de l'historique réfrigérateur FAB28 qui, à l'occasion de la collaboration, se pare de Jeans.
En 2013 a été présentée la collaboration avec Fiat, qui s'est concrétisée par la création du réfrigérateur Smeg500 disponible en cinq variantes de couleur.
En 2016, Smeg et Dolce & Gabbana ont présenté leur premier projet " Réfrigérateur d'Art ", en créant 100 réfrigérateurs peints à la main par des artistes siciliens : chaque réfrigérateur est unique et porte la signature de l'artiste et le sceau Dolce & Gabbana. Le partenariat se poursuit en 2017 avec la collection de petits électroménagers "Sicily is my love" et en 2019 avec "Divina Cucina".
En 2018, Smeg collabore avec Disney dans la création d'un réfrigérateur FAB28 pour célébrer le 90e anniversaire du plus célèbre des personnages animés, Mickey Mouse : quatre-vingt-dix pièces commémoratives en édition limitée, une pour chaque année depuis les débuts du personnage en 1928.
En 2020, Smeg lance une édition commémorative du réfrigérateur FAB10 dédiée à Snoopy, 70 pièces pour célébrer le 70e anniversaire de la bande dessinée Peanuts dessinée par Charles Schulz.

## Récompenses
• 2009 : Wallpaper Award, pour le design du four et de la table de cuisson conçus par Marc Newson.
• 2010 : Good Design Award du Chicago Athenaeum Musée d’Architecture et de Design et du Centre Européen pour l’Architecture, l’Art, le Design et les Etudes urbaines pour la gamme innovante Newson de fours FP610SG et de tables de cuisson P755SBL.
• 2012 : Good Design Award pour la table de cuisson Linéa PV175CB.
• 2013 : Good Design Award pour le four Linéa SFP140 et le réfrigérateur SMEG500.
• 2014 : Good Design Award pour les petits électroménagers : Robot sur socle SMF01, toaster TSF01, table de cuisson, cave à vin Dolce Stil Novo et centre de cuisson TR90BL de la gamme Victoria.
• 2015 : Good Design Award pour le centre de cuisson TR4110 et le four 60 cm de la gamme Victoria, la bouilloire KLF, le blender BLF et le four Linéa en 45 cm.
• 2015 : iF Design Award pour le robot sur socle SMF01 et le toaster TSF01.
• 2015 : Red Dot Award pour le toaster TSF01. Le toaster a répondu à tous les critères d'évaluation du comité d'attribution, basés sur l'expérience de professionnels internationaux dans divers aspects du design.
• 2016 : Good Design Award pour la cave à vin de 45 cm, le tiroir sommelier, le four 60 cm, la table de cuisson à gaz avec grilles artistiques et une combinaison de tables gaz et induction, tous faisant partie de la nouvelle gamme de produits Dolce Stil Novo.
• 2016 : Red Dot Award : le centre de cuisson Victoria TR4110 a reçu le prix "Red Dot : Best of the Best" pour la plus haute qualité de conception et le design innovant, tout comme le blender BLF01 qui a reçu le prix du design de haute qualité.
• 2017 : Good Design Award pour la cellule de refroidissement rapide et de réchauffage de la gamme Dolce Stil Novo, les fours Linéa 60 cm et 45 cm, ainsi que le centre de cuisson 90 cm Opéra. 
Ces produits ont été suivis par le mixeur plongeant HBF02, le presse-agrumes CJF01 et la machine à café Expresso ECF01 de la gamme Années 50.
• 2017 : iF Design Award : le centre de cuisson Portofino et la cave à vin Dolce Stil Novo ont reçu le iF Design Award, l'une des marques de qualité les plus recherchées et composée de critères établis par un comité d'attribution de renommée internationale.
• 2017 : Red Dot Award pour la machine à café Expresso ECF01, le presse-agrumes CJF01, le centre de cuisson Portofino CPF9GM et la cave à vin Dolce Stil Novo CVI618N.
• 2018 : Good Design Award pour le centre de cuisson en 120 cm avec double four de la gamme Portofino, les caves à vin Linéa, les tiroirs sous vide, la nouvelle machine à café Expresso encastrable, le four Dolce Stil Novo, ainsi que le toaster TSF03 et la machine à café filtre DCF01.
• 2018 : Red Dot Award pour le four Linéa SFP6102TVS, le centre de cuisson A1-9 et la cellule de refroidissement rapide et de réchauffage Dolce Stil Novo SAB4604N.
• 2019 : Good Design Award pour le four 60 cm SFP6606WTPNR de la gamme Dolce Stil Novo, le four Classica en 90 cm SFP9395X1, le broyeur à café CGF01 et la chocolatière MFF01.
• 2020 : Good Design Award pour les machines à café avec broyeur intégré BCC01, la poêle CKFF2601CRM, le faitout CKFC2411CRM, la sauteuse CKFD2811CRM, le wok CKFW3001CRM, la table de cuisson induction avec hotte intégrée HOBD682R, la table de cuisson de 90 cm avec verre gris SIM1963DS, le mitigeur de la gamme Années 50 MDF50.
• 2020 : Top Job Best Employers Award, premier classé dans sa catégorie avec une note de 100/100.
• 2020 : Italy's Best Employers For Women 2021 Award, cette analyse a classé SMEG dans le secteur des " Biens de consommation durables " à la 2e place avec un score de 79,1, pour les bonnes pratiques appliquées dans la recherche et la protection de l'égalité des sexes.
• 2021 : "The 200 Green Stars of Italy - the ranking of the most sustainable companies, 2021" award (le classement des entreprises les plus durables 2021). Première place dans la catégorie "Biens de consommation durables" avec un score de 100,0.